# نمک آبگریز
نمک آبگریز، نخستین بار در سال ۲۰۰۳ توسط علی‌اکبر موسوی موحدی و همکارانش برای n-آلکیل سولفات‌ها به کار برده شد.
شواهدی مبنی بر تثبیت مولتن گلبول توسط نمک‌های آبگریز ارائه شده است.